# Mikel Torres
Mikel Torres Lorenzo, né le 20 juillet 1970 à Portugalete, est un homme politique espagnol membre du Parti socialiste ouvrier espagnol (PSOE). Il est vice-président et conseiller à l'Économie du gouvernement basque depuis 2024.
Il est élu en 1995 au conseil municipal de Portugalete. Il est désigné maire de la ville en 2008, en cours de mandature. Il est réélu à quatre reprises et remporte, en 2023, la majorité absolue des sièges. Il démissionne en 2024 afin d'entrer dans le gouvernement régional de coalition entre socialistes et nationalistes.

## Biographie

### Vie privée
Il parle couramment le basque et entretient une relation d'amitié avec un autre dirigeant socialiste de Biscaye Eduardo Madina.

### Formation et carrière professionnelle
Mikel Torres est titulaire d'une licence en sciences économiques et entrepreneuriales obtenue à l'université du Pays basque. Il a exercé les fonctions de directeur à l'emploi au Centre des entreprises et de l'innovation (CEDEMI) et a enseigné dans une faculté de sciences économiques à Sarriko.

### Vie politique

#### Débuts dans la politique locale
Il s'engage très jeune dans la vie politique et s'inscrit dans les Jeunesses socialistes d'Euskadi à l'âge de quatorze ans. Il en devient secrétaire général entre 1995 et 2000.
Lors des élections municipales de 1995, il est élu conseiller municipal de sa ville natale et siège au sein de la majorité animée par le maire socialiste Mikel Cabieces. Réélu à chaque scrutin local, il est choisi pour faire partie du comité exécutif du PSE-EE, d'abord en tant que secrétaire à l'Emploi et à la Formation entre 2001 à 2005 puis comme secrétaire à l'Économie, à l'Industrie et à l'Emploi.

#### Maire de Portugalete
Après avoir assumé les fonctions d'adjoint au maire aux Finances, au Régime intérieur et à la Sécurité citoyenne, il est choisi par ses collègues pour prendre la succession de Cabieces démissionnaire à la suite de sa nomination comme délégué du gouvernement. Investi le 15 mai 2008, il bénéficie du soutien des nationalistes basques qui lui permettent d'obtenir une majorité absolue. Il est réélu maire le 11 juin 2011 à la majorité relative avec le seul soutien du Parti socialiste. La situation se reproduit le 13 juin 2015, mais à cette occasion le PNV vote blanc. Le 15 juin 2019, il est renouvelé dans ses fonctions de nouveau à la majorité relative et avec les bulletins blancs du PNV et du PP. Il est confirmé pour un cinquième mandat le 17 juin 2023, après que sa liste a remporté l'exacte majorité absolue au conseil municipal avec 11 conseillers sur 21.
Il est élu secrétaire général du PSE-EE de Biscaye lors du congrès extraordinaire de septembre 2014 et prend la suite de José Antonio Pastor.

#### Membre du gouvernement basque
À la suite des élections régionales du 21 avril 2024 et de la reconduction de la coalition au pouvoir entre le Parti nationaliste et le Parti socialiste, ce dernier indique le 21 juin que Mikel Torres sera « l'homme fort » du PSE-EE-PSOE au sein du nouvel exécutif du Pays basque avec le titre de vice-président. Le lendemain, le nouveau lehendakari Imanol Pradales indique que Mikel Torres sera deuxième vice-président et conseiller à l'Économie, au Travail et à l'Emploi. Il démissionne donc de la mairie le 24 juin lors d'une séance extraordinaire du conseil municipal.
Formellement nommé au gouvernement basque le 25 juin, il prête serment et entre en fonction le jour même.